# Gereja Immanuel
De Gereja Immanuel, voorheen bekend als de Willemskerk, is een protestantse kerk in Jakarta, Indonesië. Het lag ten oosten van het Koningsplein, nu het Medan Merdeka. Na het gereedkomen in 1839 werd het het fraaiste gebouw van Nederlands-Indië genoemd. 

## Geschiedenis
Het gebouw in Italiaanse renaissancestijl heeft overeenkomsten met het Pantheon in Rome of de Villa La Rotonda in Vicenza. Opmerkelijk was dat de architect, Jan Hendrik Horst, van Indo-Europeaanse afkomst was en zo'n prestatie kon neerzetten. Gewoonlijk had deze bevolkingsgroep geen toegang tot goed onderwijs dus waarschijnlijk was Horst opvallend getalenteerd. Horst was werkzaam bij Waterstaat waar J. Tromp de chef van was. Tromp was de architect van het Paleis van Daendels uit 1828 en vermoedelijk heeft Tromp geholpen bij het ontwerp van de Willemskerk. Het orgel arriveerde in 1842 uit Nederland, gebouwd door Jonathan Bätz en in 1843 was het geïnstalleerd.
De kerk was geplaatst ten oosten van het Koningsplein, nu Medan Merdeka, op een verhoging waardoor het boven het plein uit torende. Het kerkgebouw met gebouwen als het paleis van de gouverneur-generaal, het huidige Merdeka-paleis en het gebouw van de Bataviaasch Genootschap van Kunsten en Wetenschappen gaven allure aan het enorme Koningsplein. Met de komst van de spoorlijn en het station Gambir in 1871 werd de kerk echter visueel afgesneden van het plein. Dit werd nog sterker toen het spoor en station, eind jaren tachtig van de twintigste eeuw, bovengronds gingen. 
Het cirkelvormige gebouw heeft een koepeldak en inwendige galerijen. Aan de voorzijde bevindt zich een portico met zuilen en aan de achterzijde bevindt zich een uitbouw.
De kerk is vernoemd naar koning Willem I die meerdere kerkgenootschappen wilde samenvoegen. Het nieuwe gebouw moest vervallen of gesloopte gebouwen in Batavia vervangen, zoals de kerk van de Nederduits gereformeerden aan het Stadhuisplein, die van de protestantse Maleistalige gereformeerden, de kerk van de Portugeestalige protestanten en de kerk van de evangelische gemeente.
Veel kostbaarheden zoals avondmaalzilver, doopvonten, bijbels en het kerkmeubilair zijn gestolen tijdens de Tweede Wereldoorlog. Wel bewaard gebleven zijn de predikantenborden en het orgel. Meer dan honderd namen staan op het predikantenbord, inclusief de jaren waarin zij gediend hebben.
De kerk is nog steeds in gebruik en iedere zondag worden zes diensten uitgevoerd. Drie zijn in het Indonesisch, en een in elk van de talen: Engels, Koreaans en Nederlands. In 2015 is het gebouw gerestaureerd.

## Fotogalerij

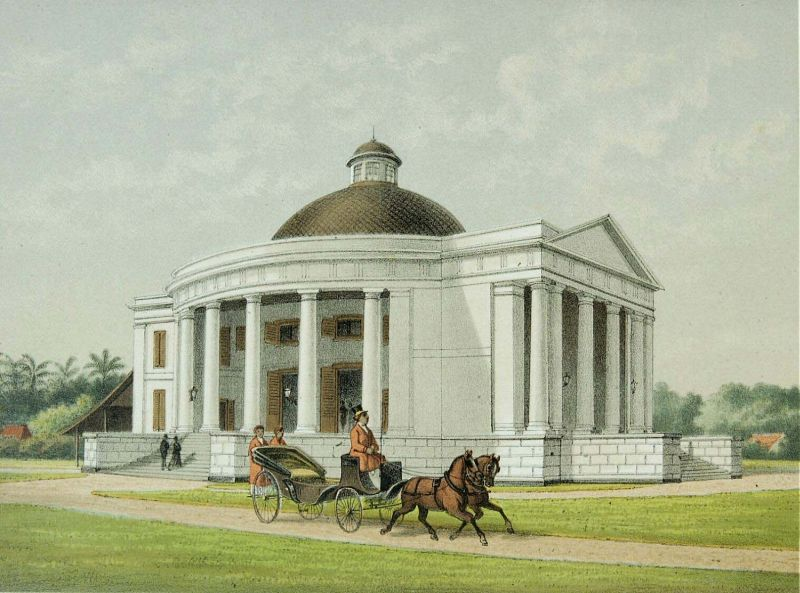
Lithografie van de kerk, tussen 1881 en 1889.
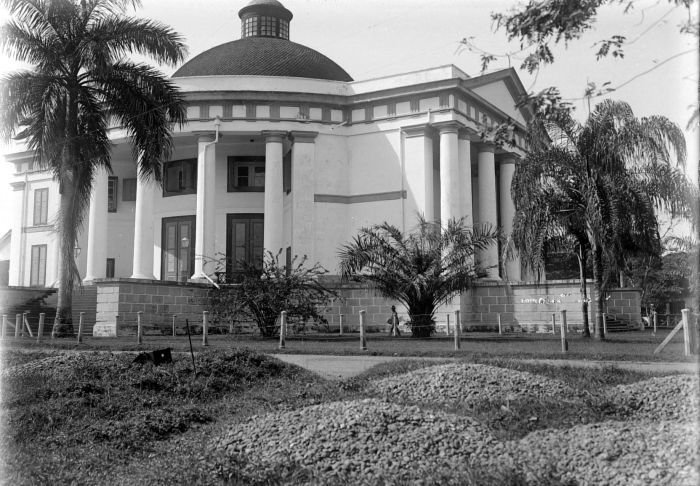
Willemskerk in 1901.
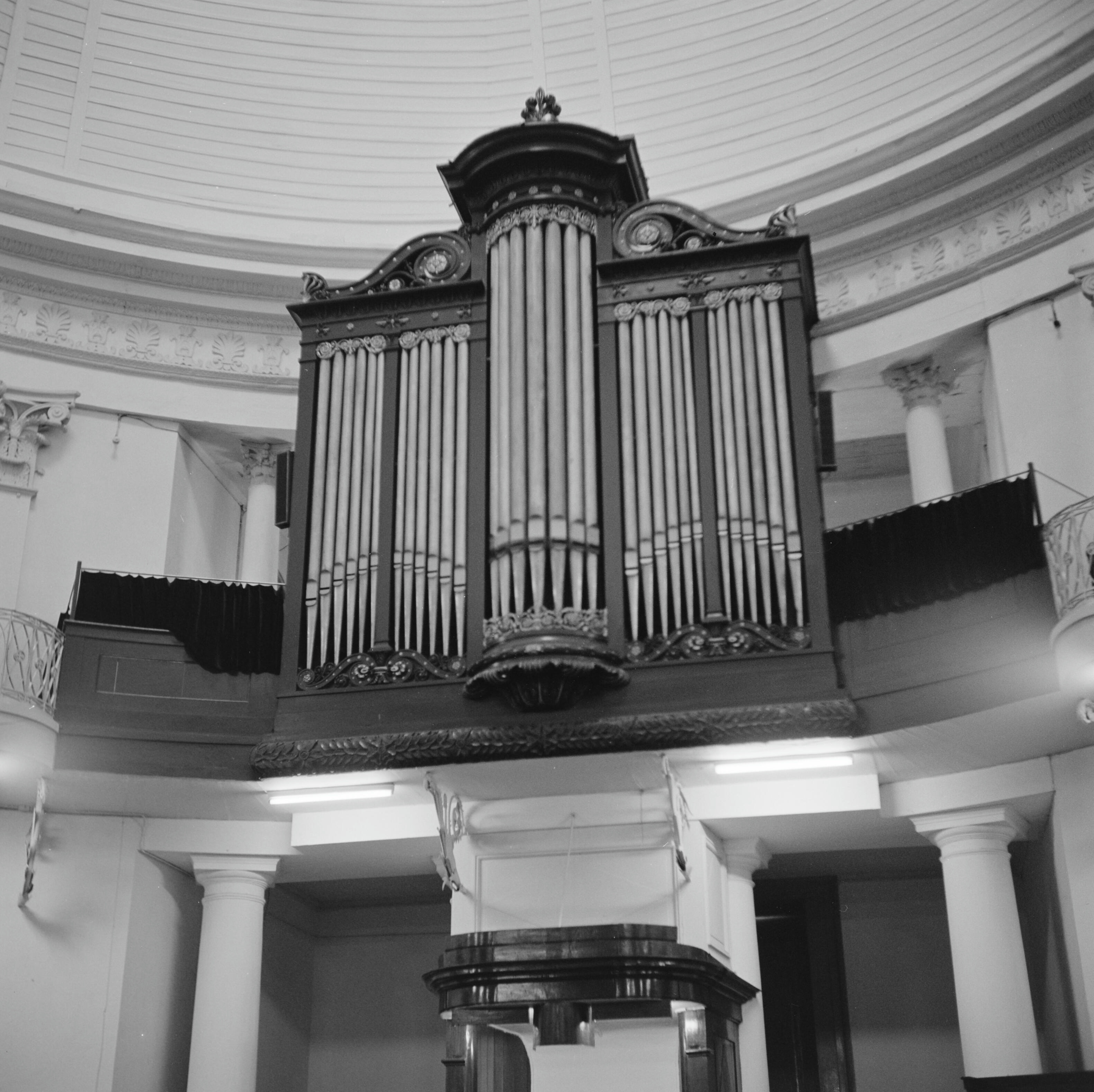
Orgel van Jonathan Bätz.
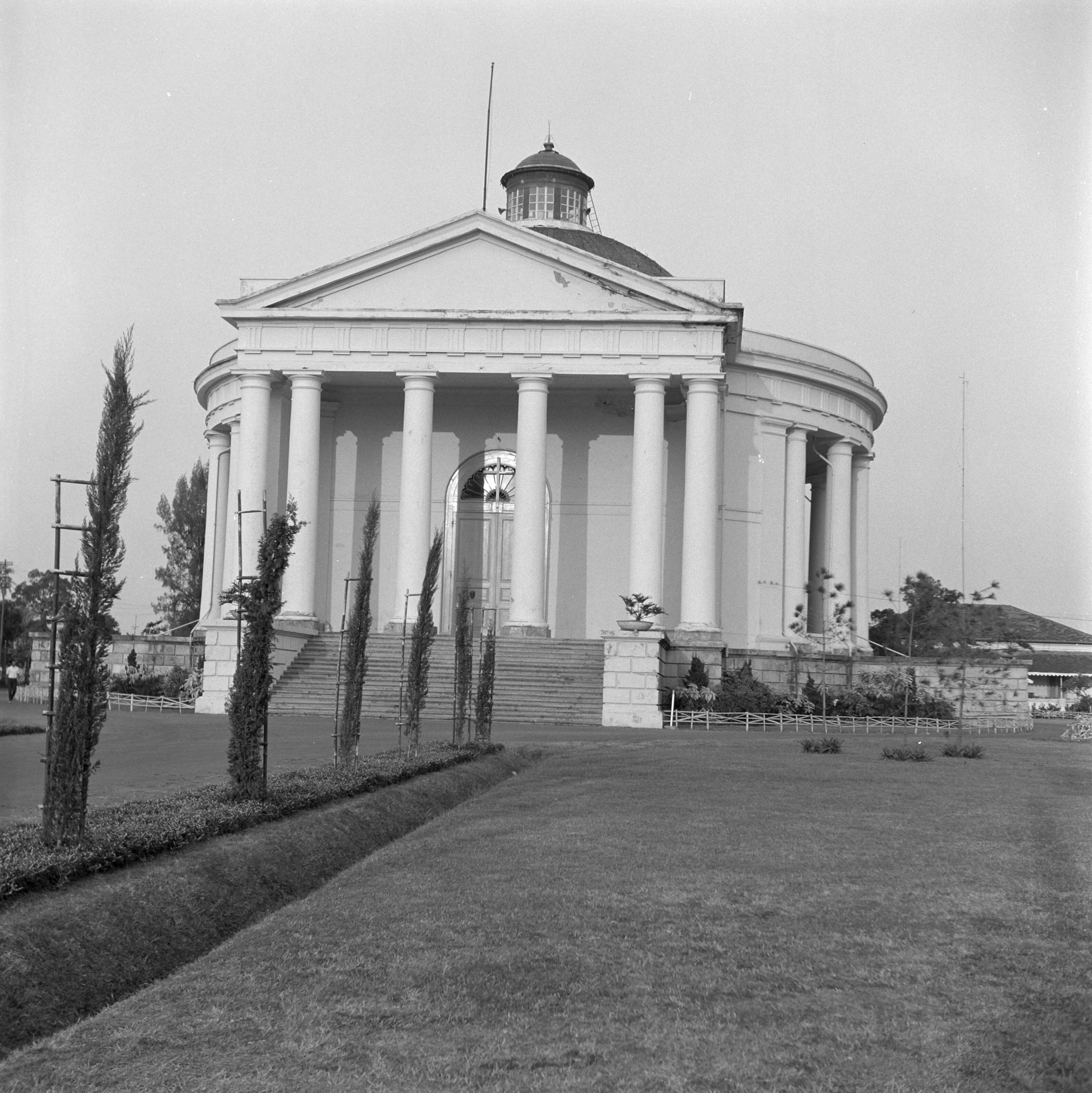
Willemskerk in 1972.